# Бернаби
Бернаби (енгл. Burnaby) је град у Канади у покрајини Британска Колумбија. Према резултатима пописа 2011. у граду је живело 223.218 становника. Град припада политичком ентитету такозваног Метро Ванкувера.

## Становништво
Према резултатима пописа становништва из 2011. у граду је живело 223.218 становника, што је за 10,1% више у односу на попис из 2006. када је регистровано 202.799 житеља.
| 2006.   | 2011.   | 2016.   |
| ------- | ------- | ------- |
| 202.799 | 223.218 | 232.755 |

## Географија

### Клима
| Клима Бернабија (Сајмон Фрејзер универзитет) 1981−2010 на 365 m | Клима Бернабија (Сајмон Фрејзер универзитет) 1981−2010 на 365 m | Клима Бернабија (Сајмон Фрејзер универзитет) 1981−2010 на 365 m | Клима Бернабија (Сајмон Фрејзер универзитет) 1981−2010 на 365 m | Клима Бернабија (Сајмон Фрејзер универзитет) 1981−2010 на 365 m | Клима Бернабија (Сајмон Фрејзер универзитет) 1981−2010 на 365 m | Клима Бернабија (Сајмон Фрејзер универзитет) 1981−2010 на 365 m | Клима Бернабија (Сајмон Фрејзер универзитет) 1981−2010 на 365 m | Клима Бернабија (Сајмон Фрејзер универзитет) 1981−2010 на 365 m | Клима Бернабија (Сајмон Фрејзер универзитет) 1981−2010 на 365 m | Клима Бернабија (Сајмон Фрејзер универзитет) 1981−2010 на 365 m | Клима Бернабија (Сајмон Фрејзер универзитет) 1981−2010 на 365 m | Клима Бернабија (Сајмон Фрејзер универзитет) 1981−2010 на 365 m | Клима Бернабија (Сајмон Фрејзер универзитет) 1981−2010 на 365 m |
| Показатељ \ Месец                                               | .Јан.                                                           | .Феб.                                                           | .Мар.                                                           | .Апр.                                                           | .Мај.                                                           | .Јун.                                                           | .Јул.                                                           | .Авг.                                                           | .Сеп.                                                           | .Окт.                                                           | .Нов.                                                           | .Дец.                                                           | .Год.                                                           |
| --------------------------------------------------------------- | --------------------------------------------------------------- | --------------------------------------------------------------- | --------------------------------------------------------------- | --------------------------------------------------------------- | --------------------------------------------------------------- | --------------------------------------------------------------- | --------------------------------------------------------------- | --------------------------------------------------------------- | --------------------------------------------------------------- | --------------------------------------------------------------- | --------------------------------------------------------------- | --------------------------------------------------------------- | --------------------------------------------------------------- |
| Апсолутни максимум, °C (°F)                                     | 16,5 (61,7)                                                     | 18,5 (65,3)                                                     | 23,0 (73,4)                                                     | 28,0 (82,4)                                                     | 33,0 (91,4)                                                     | 31,1 (88)                                                       | 34,0 (93,2)                                                     | 33,9 (93)                                                       | 34,5 (94,1)                                                     | 26,5 (79,7)                                                     | 19,4 (66,9)                                                     | 16,1 (61)                                                       | 34,5 (94,1)                                                     |
| Максимум, °C (°F)                                               | 5,8 (42,4)                                                      | 6,8 (44,2)                                                      | 9,3 (48,7)                                                      | 12,4 (54,3)                                                     | 15,6 (60,1)                                                     | 18,2 (64,8)                                                     | 21,2 (70,2)                                                     | 21,2 (70,2)                                                     | 18,0 (64,4)                                                     | 12,0 (53,6)                                                     | 7,5 (45,5)                                                      | 5,1 (41,2)                                                      | 12,7 (54,9)                                                     |
| Просек, °C (°F)                                                 | 3,6 (38,5)                                                      | 4,3 (39,7)                                                      | 6,2 (43,2)                                                      | 8,7 (47,7)                                                      | 11,8 (53,2)                                                     | 14,4 (57,9)                                                     | 17,0 (62,6)                                                     | 17,2 (63)                                                       | 14,6 (58,3)                                                     | 9,5 (49,1)                                                      | 5,3 (41,5)                                                      | 2,9 (37,2)                                                      | 9,6 (49,3)                                                      |
| Минимум, °C (°F)                                                | 1,4 (34,5)                                                      | 1,7 (35,1)                                                      | 3,1 (37,6)                                                      | 4,9 (40,8)                                                      | 7,9 (46,2)                                                      | 10,5 (50,9)                                                     | 12,7 (54,9)                                                     | 13,2 (55,8)                                                     | 11,1 (52)                                                       | 7,0 (44,6)                                                      | 3,0 (37,4)                                                      | 0,8 (33,4)                                                      | 6,5 (43,7)                                                      |
| Апсолутни минимум, °C (°F)                                      | −13,9 (7)                                                       | −14 (7)                                                         | −8 (18)                                                         | −3,3 (26,1)                                                     | −0,5 (31,1)                                                     | 3,9 (39)                                                        | 5,0 (41)                                                        | 3,3 (37,9)                                                      | 2,0 (35,6)                                                      | −7 (19)                                                         | −14 (7)                                                         | −19,4 (−2,9)                                                    | −19,4 (−2,9)                                                    |
| Количина падавина, mm (in)                                      | 280,9 (11,059)                                                  | 178,4 (7,024)                                                   | 182,1 (7,169)                                                   | 154,4 (6,079)                                                   | 120,0 (4,724)                                                   | 101,4 (3,992)                                                   | 64,7 (2,547)                                                    | 64,5 (2,539)                                                    | 92,2 (3,63)                                                     | 210,1 (8,272)                                                   | 311,6 (12,268)                                                  | 249,8 (9,835)                                                   | 2.009,9 (79,13)                                                 |
| Количина кише, mm (in)                                          | 256,5 (10,098)                                                  | 163,2 (6,425)                                                   | 171,2 (6,74)                                                    | 152,7 (6,012)                                                   | 119,9 (4,72)                                                    | 101,4 (3,992)                                                   | 64,7 (2,547)                                                    | 64,5 (2,539)                                                    | 92,2 (3,63)                                                     | 209,8 (8,26)                                                    | 303,6 (11,953)                                                  | 220,8 (8,693)                                                   | 1.920,7 (75,618)                                                |
| Количина снега, cm (in)                                         | 24,3 (9,57)                                                     | 15,1 (5,94)                                                     | 10,9 (4,29)                                                     | 1,7 (0,67)                                                      | 0,1 (0,04)                                                      | 0,0 (0)                                                         | 0,0 (0)                                                         | 0,0 (0)                                                         | 0,0 (0)                                                         | 0,2 (0,08)                                                      | 8,0 (3,15)                                                      | 29,0 (11,42)                                                    | 89,3 (35,16)                                                    |
| Дани са падавинама (≥ 0.2 mm)                                   | 20,5                                                            | 16,2                                                            | 18,9                                                            | 16,1                                                            | 14,9                                                            | 13,5                                                            | 7,4                                                             | 6,8                                                             | 10,3                                                            | 17,1                                                            | 21,6                                                            | 19,8                                                            | 183,1                                                           |
| Дани са кишом (≥ 0.2 mm)                                        | 18,1                                                            | 14,7                                                            | 18,3                                                            | 16,0                                                            | 14,9                                                            | 13,5                                                            | 7,4                                                             | 6,8                                                             | 10,3                                                            | 17,0                                                            | 21,0                                                            | 17,3                                                            | 175,4                                                           |
| Дани са снегом (≥ 0.2 cm)                                       | 4,0                                                             | 2,5                                                             | 2,0                                                             | 0,54                                                            | 0,04                                                            | 0,0                                                             | 0,0                                                             | 0,0                                                             | 0,0                                                             | 0,09                                                            | 1,8                                                             | 4,5                                                             | 15,5                                                            |
| Извор: Environment Canada                                       |                                                                 |                                                                 |                                                                 |                                                                 |                                                                 |                                                                 |                                                                 |                                                                 |                                                                 |                                                                 |                                                                 |                                                                 |                                                                 |

## Градови побратими
- Џунгшан, Народна Република Кина
- Куширо, Јапан
- Меса, Сједињене Америчке Државе
- Хвасон, Јужна Кореја